# Трифон (мученик)

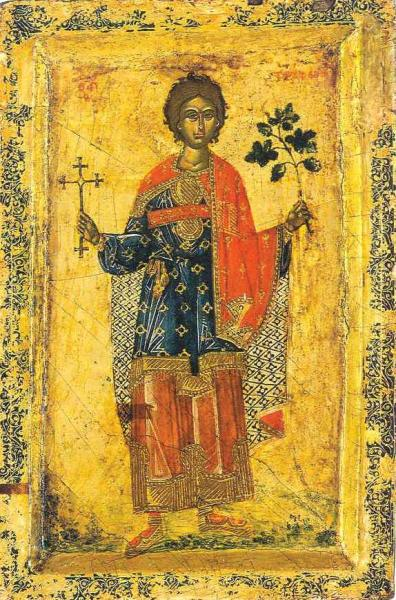
Сербська ікона Трифона з Кампсиди.

Святий Трифон (ІІІ століття, Нікомедія) — ранньо-християнський святий, мученик та чудотворець католицької та православної церков.

## Життєпис
Трифон народився в убогій християнській сім'ї і жив у селі Кампсиді, що в Малій Азії. Він відзначався даром чудотворення з дитинства, мав силу вигнання бісів та зцілення різних хвороб. Одного разу врятував рідне село від голоду, силою молитви змусив піти шкідливих комах, що знищували хлібні злаки. Під час переслідування християн за правління Імператора Декія Трифона і його товариша Респіція було ув'язнено за те, що вони поклонялися Христові, а не поганським божкам.
У нікомедійській в'язниці вони мужньо переносили жорстокі тортури: їм забивали цвяхи у ступні, бичували та обсмалювали смолоскипами. Під час мук явився їм Божий ангел, який поклав на їхні голови прегарні корони. Наступного дня Трифона і Респіція жорстоко побили батогами з прив'язаним оловом, а потім відрубали голови. Це сталося у 250 році. Християни хотіли поховати тіло у Нікеї, але у видінні святий Трифон наказав поховати його на батьківщині.
Їхні святі мощі перенесли до Єрусалима, а згодом — до Рима. Зараз частина мощей святого Трифона зберігається в кафедральному соборі в чорногорському місті Которі
День пам'яті — 1 лютого.

## Іконографія
На іконах зазвичай зображають молодого чоловіка без волосся на обличчі, що тримає в руках (залежно від патрона:
- тростину (для випасу тварин);
- білу пташку (зазвичай сокола);
- хрест

## Шанування
На Русі Трифона називали Мишегоном або Заклинателем мишей — цього дня обізнаний чоловік заговорював мишачі нірки та виганяв мишей, щоб ті не псували врожай.
У Болгарії, Сербії та Македонії Трифона називають Зарізаном або П'яницею і вважають заступником виноробів. Свято відзначається під час першої обрізки виноградника. Існує два перекази:
- про Трифона та Богородицю, які вважалися братом і сестрою. За легендою Богородиця прокляла Трифона за образу, завдану їй і дитині по дорозі до церкви, після чого святий відрізав собі ніс;
- Трифона називають Зарізан, бо коли він підрізав лозу, будучи порядком випивши, замість лози порізав собі ніс.

Також в молитвах Трифона просять про благополучне полювання, позбавленні від шкідників посівів та врожаю, про гарних наречених, сімейне благополуччя, любов і взаєморозуміння подружжя. Також молитва святому мученику Трифону допомагає вилікуватися від очних хвороб і від хропіння, у вигнанні лукавого, в позбавленні від пристріту.

## Прикмети
Народні традиції та прикмети на День святого мученика Трифона
- Яка погода на Трифона, таким і весь місяць буде.
- На Трифона погода хороша — весну чекай ранню, пригожу.
- На Трифона Зоряного багато зірок — зима триватиме довго, а весна буде пізньою.